# Cartierul Ferentari
Ferentari (pronunție: [fe.renˈtarʲ]) este un cartier situat în sectorul 5 al Bucureștiului, ce se învecinează la est cu Cartierul Giurgiului și  Cartierul Autobuzul iar la vest cu cartierul Rahova.
Cartierul Ferentari este constituit de-a lungul Căii Ferentarilor respectiv a Prelungirii Ferentari, în extremitatea estică a sectorului 5 a Municipiului București. Se întinde de la intersecția acestei artere cu Șoseaua Sălaj și până la ultimele case înspre sud. La est este delimitat de fosta cale ferată București Filaret – Giurgiu inaugurată în octombrie 1869. La vest și nord-vest se întinde până la Șoseaua Sălaj.
Regiunea are o reputație negativă, fiind considerată de DailyMail unul dintre cele mai nesigure locuri în care să mergi în vacanță.
Printre criterii se pot enumera: numărul actelor de violență, de furt, de mașini furate, insalubritatea etc.
Este mai mult decât discutabil dacă această reputație corespunde realității. Conform statisticilor oficiale ale Poliției Române, în 2012 Sectorul 5 al Bucureștiului era pe ultimul loc la numărul infracțiunilor din Municipiul București (comparativ cu celelalte sectoare), fiind în acel an cea mai sigură zonă din București, conform acestor statistici.

## Istoric
În sec. al XIX-lea, în sud, teritoriul Bucureștilor, considerat cu periferia sa mai mult agricolă, se întindea dincolo de linia de centură și zona în discuție, administrativ, nu ținea de oraș. De aceea nu era cuprinsă nici în planul Borroczyn din 1854. Harta topografică Satmari din 1864 o reprezintă însă clar: se întindea de la centură pe 1–2 km către sud și către est și foarte puțin către nord și vest. Dincolo de linia de centură se găsesc mai multe străzi care definesc marginile teritoriului orașului: Sebastian – Ferentari - Șerban Vodă, Șoseaua Olteniței.
Zona periferică a Bucureștilor din acea vreme avea un caracter exclusiv agricol (mai ales podgorii și livezi). Structura spațiului geografic respectiv se caracteriza printr-o rețea de drumuri mari, reprezentate pe hartă, de poteci neindicate și de gospodării, crame și conace în lungul drumurilor sau risipite neregulat înăuntrul viilor. Era o structură împrăștiată, corespunzătoare unei funcțiuni agricole, dar și semiindustriale (fabricarea vinurilor și rachiurilor în general, conservarea fructelor). Desigur că, prin structură, peisaj și funcțiuni, periferia nu putea fi considerată oraș. Astfel, din studiul hărților, putem observa că în 1871 zona ocupată azi de cartier era ocupată de terenuri agricole cu foarte puține case înspre Calea Craiovei. Calea Ferentarilor începea de la intersecția cu Calea Craiovei unde se afla Bariera Craiovei. Pe un plan din 1911 și o hartă din 1914 se poate observa un proces de densificare a zonei și apariția de noi străzi cum ar fi Str. Veseliei. Pe hărțile din 1926 respectiv 1930 se pot observa clar limitele administrative ale Bucureștiului, în zona studiată aceasta fiind reprezentată de Strada Bachus. Trebuie menționat faptul că foarte puține hărți ale Bucureștiului din acei ani ofereau informații și din afara limitelor administrative ale orașului și în consecință lipsa informațiilor în afara acestor limite nu trebuie asimilată cu ideea că acolo nu ar fi existat nici un fel de așezare; în realitate, procesul de extindere a cartierului era în curs și în strânsă legătură cu dezvoltarea industriei din zonă care atrăgea o numeroasă forță de muncă.
Perimetrul orașului închis între șoselele de centură de la jumătatea secolului al XIX-lea a fost ultimul care încerca, fără succes, definitivarea administrativă a orașului propriu-zis (zona exterioară, rurală, putând fi asimilată cu o regiune suburbană). De atunci au mai fost căutate și alte sisteme de definitivare administrativă a orașului dar care nu aveau nici o legătură cu întinderea reală a vetrei orașului și nici cu vreun accident de teren, vatra clădită întinzându-se tentacular dincolo de limitele fixate. Totuși, după 1920, perimetrul fixat a încercat să se raporteze la repere existente, incluzând vetrele de sat înglobate deja fizic orașului printre care și comuna suburbană Șerban Vodă din care făcea parte și cartierul Ferentari la acea dată. La 1 aprilie 1914 a fost înființată Comuna Șerban Vodă ce avea în componență două sate: Belu și Progresu. Acestea făcuseră parte începând cu anul 1908 din comuna Jilava când aceasta a fost inclusă în plasa Vidra a Județului Ilfov. În 1948 s-a hotărât, ca limită posibilă a întinderii vetrei orașului, linia forturilor, înăuntrul acesteia putându-se schița ușor, dar mereu mobil, limitele suprafeței clădite fără întreruperi din vatra orașului, față de vetrele și moșiile comunelor suburbane.
În prezent, cartierul Ferentari se află pe teritoriul administrativ al sectorului 5 al Municipiului București.
Din 1929 (anul când s-a realizat prima zonare a capitalei în 4 sectoare) până în 1948 cartierul Ferentari a făcut parte atât din sectorul III (albastru) cât și din comuna suburbană Șerban Vodă.
Prima modficare a organizării din 1929 a fost realizată în 1948, Capitala fiind reorganizată în „regiuni” urbane și suburbane. Acestea se suprapuneau aproximativ fostelor sectoare, în cadrul lor fiind delimitate 38 circumscripții. În acel moment parte din cartierul Ferentari aparținea raionului suburban Șerban Vodă, parte raionului urban III (albastru).
Prin organizarea administrativ-teritorială din 1950, Capitala a fost reorganizată în 8 raioane cu sensul de sectoare delimitate pe principiul sectoarelor de cerc cu vârful în zona centrală și baza în cartierele periferice. Cartierul Ferentari a fost inclus în totalitate în Raionul V.I. Lenin.
Această organizare a fost menținută până în 1968 când cele 8 raioane au fost înlocuite cu 8 sectoare administrative delimitate după aceleași principii. Cartierul Ferentari se va afla începând din acest an în sectorul 5 chiar și după 1979 când a avut loc o nouă reorganizare administrativ-teritorială ce a însemnat în principal reducerea numărului de sectoare de la opt la șase.

## Originea numelui
Numele cartierului vine de la numele arterei principale a acestuia: Calea Ferentarilor ce poate fi identificată deja pe harta topografică Satmari din 1864, la capătul ei dinspre Calea Craiovei (Calea Rahovei din 1877). În prezent sunt mai multe teorii care încearcă explicarea originii numelui său: una din aceste teorii susține că e posibil ca numele de Calea Ferentarilor să fi apărut în cinstea soldaților olteni ai Domnitorului Alexandru Ioan Cuza – ferentarii – care ar fi fost împroprietăriți cu pământ ca răsplată pentru vitejia pe care au arătat-o; o altă teorie privitoare la numele cartierului, susținută de unii istorici, e legată tot de niște ferentari, din oastea lui Mihai Viteazu de data aceasta, care ar fi avut câmpul de exerciții prin această zonă; o a treia teorie se referă la originea latină a numelui: latinescul “Ferentarius” – soldat din infanteria ușoară a legiunilor romane.

## Descrierea cartierului

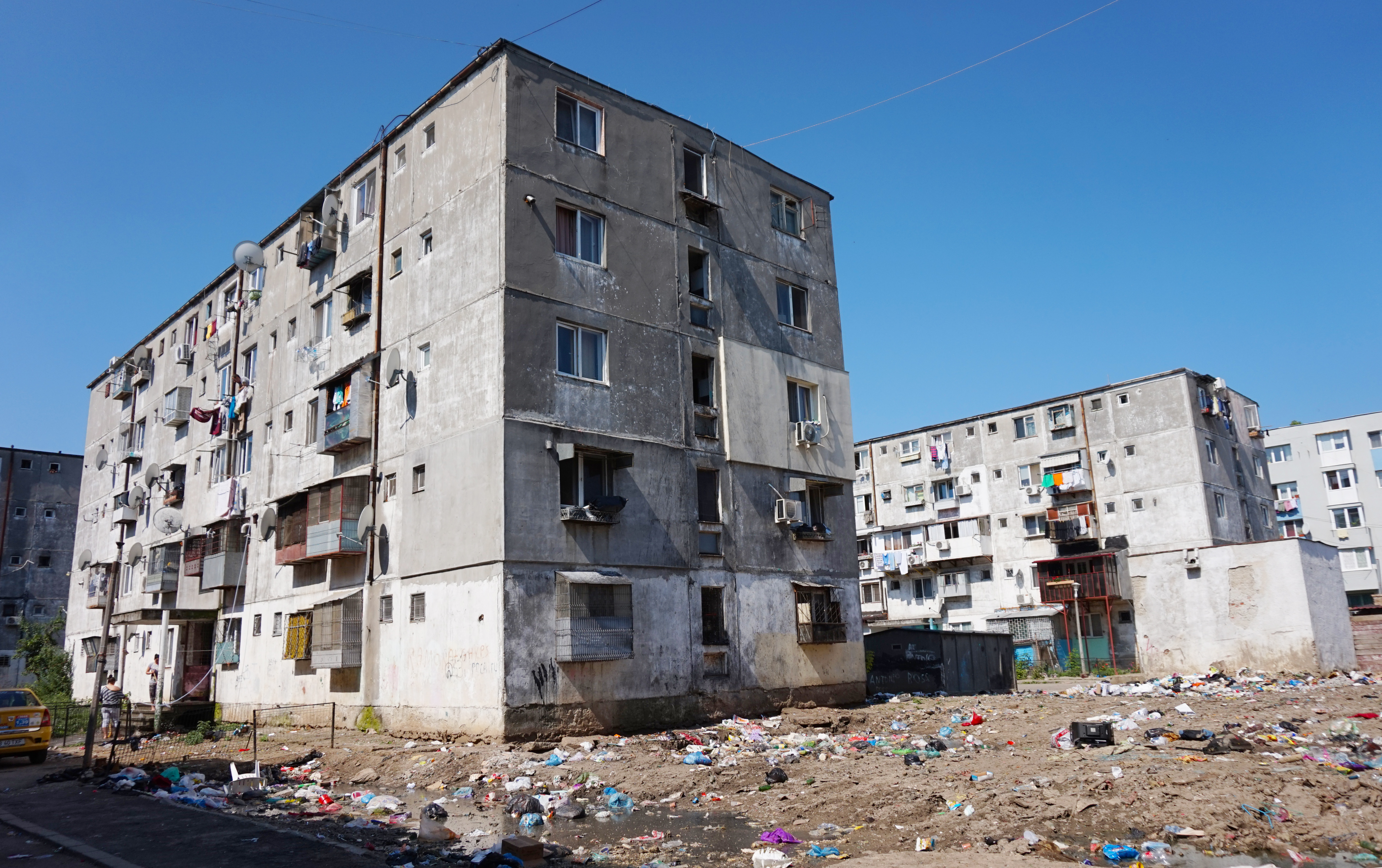
Ferentari

Observații făcute pe plan. În interiorul poligonului ce definește limitele cartierului studiat se dezvoltă rețeaua de străzi ce închide în ea ochiuri neregulate de mărimi variabile. Această rețea prezintă o formă mai alungită pe direcția nord-sud dar tinde să păstreze aproximativ aceeași densitate construită cu puține excepții. Există o oarecare tendință de rărire înspre zona industrială dezvoltată de-a lungul căii ferate, la est de Calea Ferentarilor și, evident, înspre sud, la marginea cartierului și a orașului. Modul de conformare a rețelei de străzi indică cu destulă claritate felul în care a luat naștere cartierul: parcelări succesive ale terenurilor existente într-un timp relativ scurt. Astfel, pe harta Bucureștiului din 1914 apar deja străzile principale ale cartierului: Calea Ferentari, Str. Măgurele, Str. Veseliei, Str. Bachus și linia de tren ce se definește clar ca o limită între cartiere. Pe harta Bucureștiului din 1926 se observă deja fenomenul de densificare în curs iar pe o hartă din 1930 se poate observa deja formarea aproape definitivă a rețelei de străzi, în forma cunoscută chiar și în prezent, cu mențiunea că Str. Bachus reprezenta limita administrativă între sectorul III albastru și Comuna Șerban Vodă. Se pot observa ochiurile de teren rămase libere; acestea au fost ocupate mai târziu fie prin parcelări particulare fie prin intervenții ale statului în timpul regimului de factură comunistă. Suprafețele parcelelor sunt în general mici spre medii fără a se deosebi însă de dimensiunea parcelelor din alte cartiere ale Bucureștiului. Dimensiunea lor se explică prin faptul că marea lor majoritate au fost create în vederea speculei și subliniază resursele financiare relativ limitate ale celor care s-au așezat în aceste locuri precum și faptul că, încă de la început, locuitorii acestui cartier au avut preocupări de natură urbană, implicarea lor în activități agricole fiind aproape nulă.
Observații făcute pe teren. Cercetarea directă a cartierului va aduce completarea – pe cât e posibil – a celor date de plan. 
Pentru a străbate cartierul în lung, dinspre cartierul Rahova spre Zețari, e nevoie de circa 40 minute iar pe direcție transversală de doar aproximativ 20 minute.
Privit de la înălțime, de la unul din etajele superioare ale puținelor blocuri înalte, cartierul ni se înfățișează ca o aglomerare de case tipice Bucureștiului de periferie interbelic, unele cu anumite pretenții estetice, într-o mare de verdeață. Printre ele se pot zări clădiri mai semețe, vile construite în perioada interbelică și clădiri, uneori ieșite din scara locului și cu aspect neatrăgător, construite după 1990. 
Plimbându-ne prin cartier putem identifica și defini mai multe zone care corespund diferitelor etape de dezvoltare ale sale: în general predomină structura tipică de cartier periferic bucureștean dezvoltat în principal în perioada dintre cele două războaie mondiale cu case mici, așezate pe una din laturile proprietății, cu curți năpădite de verdeață și din care bolta de viță de vie este aproape nelipsită. Apoi, în structura acestui țesut se pot identifica construcțiile noi edificate în perioada de după cel de-al doilea război mondial, pe terenurile ce erau încă libere în acele momente.
Dintre acestea sunt de remarcat blocurile construite între 1945 și 1947 ca locuințe pentru salariații adiministrației P.T.T. pe baza unui proiect făcut dinainte de cel de-al II-lea război mondial , locuințe ieftine în care s-au remarcat căutările moderniste cu caracter experimental: acesta este un cartier format din blocuri bară cu circa 600 apartamente, așezate după axa heliotermă, cu numeroase facilități pentru locuitorii săi și cei din împrejurimi. Este de remarcat că, acest cartier, este prima investiție majoră a regimului de factură comunistă instaurat după cel de-al război mondial.
Pe Prelungirea Ferentari s-a construit prin 1975 un bloc de locuințe cu 10 etaje și spații comerciale la parter printre care se număra și un restaurant ce a dispărut între timp fiind înlocuit de un supermarket. Totuși, amintirea acelui restaurant se păstrează prin numele ce identifică azi acel punct pe harta cartierului: „Vadu Nou”. În apropierea acestui bloc, la mică distanță, între străzile Tunsu Petre și Livezilor, se află un cvartal de blocuri, azi într-o stare majoră de degradare: acesta este locul care aduce după sine renumele negativ al cartierului. Blocurile construite la începutul anilor 70, pe un teren liber ce purta denumirea de „La Maici” și au avut un regim de confort II conform normelor de stat. Degradarea lor a început înainte de 1990 dar tot acest proces s-a accelerat în ultima decadă a mileniului II și sub influența puternică a mass mediei ce a popularizat negativ, în mod excesiv, acest cvartal, polarizând categoriile de cetățeni cu anumite caracteristici legate, în mod special, de gradul sporit al sărăciei. O altă zonă cu caracteristici oarecum similare se află și în zona străzii Iacob Andrei dar impactul mediatic al acesteia asupra percepției cartierului este aproape nul.
Ceea ce este de remarcat însă, este faptul că, prin comparație cu alte cartiere aflate în poziții similare în cadrul orașului București, cartierul Ferentari nu este cu nimic mai prejos: putem întâlni și aici aceleași străzi liniștite, aceleași tipologii de case și obiceiuri de colaborare și interacțiune între vecini.
Rețeaua de străzi. Principalele artere care modelează funcționarea cartierului sunt Calea Ferentari și Prelungirea Ferentari care constituie axul principal de dezvoltare. Calea Ferentari se naște în Calea Rahovei și se dezvoltă până la Piața Ferentari după care se continuă cu Prelungirea Ferentari. La capătul sudic, prin Str. Zețari, se asigură legătura cu cartierul învecinat, cartierul Giurgiului. Piața Ferentari se constituie într-un nod important al cartierului; aici ajunge și Bulevardul Pieptănari ce asigură accesul în cartier dinspre Piața Eroii Revoluției. În apropierea acestei piețe se întâlnește Str. Bachus care asigură o altă legătura cu cartierul Rahova și care se poate defini ca o altă axă de dezvoltare a cartierului prin continuarea sa cu străzile Salviei, Cârlibaba și Freamătului până la Șos. Sălaj respectiv cu Str. Toporași înspre cartierul Giurgiului. O altă stradă care joacă un rol important în structurarea circulațiilor în interiorul cartierului este Str. Trompetului care se naște de asemenea în perimetrul Pieței Ferentari și se dezvoltă înspre vest până la Str. Humulești. Între aceste artere se dezvoltă numeroase străzi în marea lor majoritate asfaltate.

## Instituții de educație
În cartier școlile și grădinițele sunt distribuite uniform în teritoriu asigurând accesul facil al copiilor la acestea. Clădirile ce le adăpostesc au fost construite după cel de-al doilea război mondial cu excepția Grădiniței nr. 54 ce a funcționat inițial ca școală. Unitățile de învățământ sunt: Școala Generală nr. 2 (Str. Lacul Bucura nr. 14), Școala Generală Nr. 130 (Str. Doina nr. 1), Școala Generală nr. 134 (Str. Baciului nr. 4), Școala Generală nr. 135 (Calea Ferentari nr. 72), Școala Generală nr. 136 (Prelungirea Ferentari nr. 68), Școala Generală Nr. 148 George Călinescu (Str. Bachus nr. 42)- În clădirea construită în 1959 a funcționat inițial Școala Medie nr. 27, Școala Specială Nr. 9 (Str. Trompetului nr. 34), Grădinița nr. 34 (Str. Lacul Bucura nr. 26), Grădinița nr. 54 (Calea Ferentari nr. 96), Grădinița nr. 244 (Str. Humulești nr. 31), Grădinița nr. 245 (Str. Tunsu Petre nr. 9).

## Cultură
Biblioteci. În Prelungirea Ferentari nr. 5 funcționează Biblioteca Publică „Gheorghe Șincai”. Aceasta, filială a Bibliotecii Metropolitane București, este urmașa Bibliotecii Populare nr. 2 ce a purtat mai târziu numele de „Biblioteca Populară Constantin Ivănuș”. Din 1961, devine Biblioteca populară „Gheorghe Șincai” cu profil enciclopedic. Aceasta, în suprafață de 104 mp, a fost modernizată între 2008 și 2009, are sală de împrumut cu acces liber la raft, punct info-documentar tip Biblionet și un microdepozit. Cele peste 6700 de documente din bibliotecă din toate domeniile cunoașterii necesare informării, cercetării, documentării sau lecturii, precum și o parte din serviciile specifice bibliotecii sunt informatizate.
Pe Calea Ferentari nr. 72 funcționează o altă filială a Bibliotecii Metropolitane București: „Filiala pentru copii și tineret Vasile Alecsandri”. Aceasta a fost înființată în martie 1950 sub denumirea de Biblioteca Populară nr. 31. Prin decizia din 26 septembrie 1958 i se schimbă numele în „Biblioteca Raională Vasile Alecsandri”. În perioada 1962 -1969 a îndeplinit și funcția de bibliotecă raională pentru sectorul 6. Din 1969 este cunoscută ca bibliotecă specializată pentru copii și tineret.
Cinematografe. A existat un cinematograf pe Calea Ferentari, la nr. 86. Inițial s-a numit „30 Decembrie” iar din anii ‘60 Cinema Ferentari. Degradarea acestuia a început înainte de 1990, situație similară cu a multor altor cinematografe din București. După 1990, clădirea acestuia a fost transformată într-un service auto pentru a fi demolat ulterior în vederea asigurării terenului necesar edificării unui centru cultural dedicat minorităților etnice.

## Instituții de cult
Biserici ortodoxe
După primul Război Mondial a venit timpul refacerii economice, sociale și morale, inclusiv a cartierelor mărginașe, când, pe lângă apariția de noi locuri de muncă, s-a trecut la înființarea de școli, de cămine culturale și prin construirea de biserici. Până prin anii 30 cartierul Ferentari nu a avut biserică așa că locuitorii acestuia mergeau până la biserica din Șos. Giurgiului, la Cuțitul de Argint sau la biserica din Calea Rahovei.
Biserica Parohiei Ferentari – Biserica Ferentari, Calea Ferentari nr. 121. Anul 1927 aduce înființarea unei noi parohii ortodoxe în Ferentari urmată de crearea Asociației Sf. Ioan Botezătorul care milita pentru clădirea unui lăcaș bisericesc propriu al cartierului. Primul preot al bisericii a fost Alexandru Mieșulescu. El a fost cel care a reușit strângerea fondurilor necesare edificării acesteia și căreia i-a pus piatra de temelie pe data de 12 noiembrie 1933, în ziua prăznuirii Sfântul Ioan cel Milostiv, patriarhul Alexandriei. Datorită unor împrejurări favorabile biserica a fost construită repede. În anul 1933, țara noastră urma să participe la Expoziția Internațională de la Chicago cu o serie de exponate, printre care și construcția unei biserici ortodoxe românești. Dar, la realizarea acesteia s-a renunțat în ultima clipă și, în consecință, toate materialele au fost donate comunității din Cartierul Ferentari. Biserica, proiectată de Arh. Ion D. Trajanescu (Ioan Traianescu) , s-a edificat într-un timp scurt, între 1935 și 1938. La construcția ei însă s-au folosit materiale ușoare, mai puțin durabile: pereți din bârne acoperiți cu tencuială pe șipci, prevăzuți cu izolații termice din stabilit (talaș de lemn și ciment). Lucrările de dulgherie și finisaje din lemn au fost executate de maistrul Gh. Todorot. Pictura în ulei a fost realizată de Gh. Eftimiu între anii 1938 și 1940. Tâmpla a fost pictată de Gh. Pelinescu. Mobilierul a fost sculptat de Anghel Dima. În urma cutremurului din 4 martie 1977, biserica a fost avariată având nevoie de importante lucrări de restaurare executate între 1980 și 1984 din inițiativa părintelui paroh Sabin Verzan. Cu această ocazie au fost construite și clopotnița și cancelaria parohială. Deoarece vechea pictură a bisericii căzuse în mare parte, atunci s-a realizat și o nouă pictură, în tehnică frescă, de stil neobizantin, acoperind în întregime pereții interiori. Tot în aceeași perioadă au fost pictate și panourile cu icoane de sfinți de pe fațada principală, de către arhimandritul Gheorghe Firmilian Ciobanu. Creația întregii picturi, de aproximativ 800 mp, îi aparține în întregime.
Biserica Nașterea Maicii Domnului Bumbăcari - Strada Toporași nr. 70/ Prelungirea Ferentari. Biserica a fost construită între anii 1941 și 1948, pe un teren donat de Gogu Florian, prin donațiile credincioșilor și zbaterile părintelui Constantin Sârbu-Bârlad. Biserica a fost pictată între anii 1966 și 1967 de către pictorii Arhimandrit Sofian Boghiu, Olga Greceanu și Mihail Moroșan, în panouri mari, cu icoane cu sfinți și scene biblice, redate în culori calde, pe fond albastru. Târnosirea s-a făcut la 3 noiembrie 1968, de către Episcopul Visarion Ploieșteanu. Între 1996 și 1997 pictura a fost spălată și restaurată de Pr. Ion Tudorache. Între anii 2000 și 2005, prin grija părintelui paroh Ioan Săsăreanu și a părintelui Ion Tudorache s-au realizat lucrări de consolidare a exteriorului bisericii și o nouă restaurare a picturii și au fost placate cu marmură Sfânta Masă și Proscomidiarul, iar geamurile au fost înlocuite cu vitralii. Biserica a fost sfințită de către I.P.S. Episcopul Vicar Varsanufie Prahoveanul la data de 18 septembrie 2006
Biserica Prelungirea Ferentari - Str. Drumul Sânpaul nr. 8 / Strada Prelungirea Ferentari.
Alte biserici
Biserica Creștină Baptistă Providența – Str. Talazului nr. 16. Începutul propriu-zis al lucrării baptiste din cartierul Ferentari s-a făcut în primăvara anului 1925. Inițial, frățietatea care locuia în Ferentari, lua parte la serviciile divine de la capela Seminarului din str. Berzei nr. 29 dar, datorită faptului că mijloacele de transport în comun erau puține, s-a născut dorința de a avea o casă proprie de rugăciune în cartier, mai ales că se strânsese un număr suficient de frați. Cu asentimentul fraților din str. Berzei s-a aprobat înființarea unei filiale în Ferentari iar numărul de membri fiind în creștere, s-a decis construirea unui lăcaș propriu. În ciuda faptului că Primăria nu a emis autorizațe de construcție pentru un teren folosit drept depozit, Carol Ströbel, membru in Biserica Germană a donat un teren pe care este construită biserica astăzi. Începând din anul 1939 până în 1951, slujba de pastor a fost îndeplinită de fratele Alexandru Tănase, iar din 1951 până în toamna anului 1957, de către fratele Ioan Isac, iar de la începutul anului 1958 până în 2006 de către fratele Ioan Bunaciu în timpul căruia s-a ridicat actuala clădire a bisericii. În timpul statului național-legionar a lui Ion Antonescu Cultul Baptist a fost desființat și casa de rugăciune a fost transformată în grădiniță de copii. Astăzi biserica are 317 membri și se bucură de vremuri de libertate închinându-se lui Dumnezeu, căutând să câștige suflete pentru Împărăția lui Dumnezeu prin intemediul diverselor programe sociale și servicii din cadrul bisericii, încercând să răspundă nevoilor materiale și spirituale ale oamenilor din cartier.

## Instituții de sănătate
Spitale. Pe Str. Lacul Bucura, la nr. 40 funcționează Spitalul de Ftiziopediatrie. La aceeași adresă funcționează și secțiile IX și X de Pneumoftiziologie din subordinea Institutului Marius Nasta.
Policlinici. În trecut a existat o policlinică pe Str. Vâltoarei dar, după 2000, aceasta a fost abandonată de autorități. În scurt timp clădirea a fost devastată și astăzi este doar o ruină. La puțin timp după 1990 a fost desființată și Policlinica „Ferentari” ce a funcționat pe Str. Veseliei nr. 73.

## Baze sportive
În cartier, pe Str. Veseliei, funcționează în prezent „Stadionul Rapid II”. Acesta era în perioada interbelică stadionul Ministerului Muncii și purta numele de „Stadionul Muncitoresc”. După război, stadionul a fost preluat de Întreprinderea Electromagnetica, aici evoluând echipa cu același nume. Pe stadionul „Electromagnetica” a ajuns fosta tabelă de marcaj de pe Stadionul „Republicii” după ce acesta din urmă a fost dotat cu tabelă electronică în anii șaptezeci. Cu toate acestea motivul principal pentru care stadionul a rămas în istorie îl constituie ziua de 13 august 1939, zi în care, în conformitate cu informațiile din documentele Siguranței Statului, la o serbare câmpenească organizată de breasla lucrătorilor în industria de pielărie și încălțăminte la care au participat circa o mie de oameni, titlul de regina balului a fost câștigată de Elena Petrescu, viitoare Ceaușescu, muncitoare la fabrica „Jaquard” din Capitală. 
În incinta complexului de blocuri din Calea Ferentari nr. 70 - 74 a existat un bazin de înot cu dimensiuni olimpice ce putea fi folosit de locatari (pe timpul verii se folosea ca bazin de înot iar iarna ca derdeluș, scările de coborâre ce se întindeau pe o latură a bazinului se umpleau de zăpadă și rezulta un excelent loc de dat cu sania până în latura opusă scărilor). Acesta a fost folosit până prin 1982/1984. În prezent fostul bazin ce făcea parte dintr-un parc a fost acoperit cu ciment și parcul a fost extins.

## Piețe agroalimentare
Piața Ferentari a fost construită în 1947, odată cu ansamblul de blocuri de locuințe din Calea Ferentarilor nr. 70-74. În 2008 a fost refăcută complet și azi se prezintă publicului ca o construcție modernă ce asigură bune condiții de desfacere a produselor agroalimentare. Piața a fost construită pe terenul unui anume Gogu Floraru ce se ocupa cu producerea florilor. Înainte de 1947, a mai existat o piață cu același nume la intersecția dintre Calea Ferentari și Calea Rahovei în zona cunoscută sub denumirea de „Sebastian”. Înainte de construcția acestei piețe, populația se aproviziona cu legume, zarzavaturi și fructe proaspete, produse lactate și alte produse de consum zilnic prin intermediul vânzătorilor ambulanți care treceau zilnic cu produsele lor pe fiecare stradă a cartierului sau de la multele băcănii așezate în locurile cu vad comercial.

## Parcuri
Lângă Piața Ferentari se găsește Parcul Ferentari care a fost amenajat în 1949. În acesta se poate accede atât din Calea Ferentari cât și din Str. Bachus.

## Transport public
În prezent, cartierul este deservit de liniile de tramvai 4, 8, 11, 19 și 23 și de liniile de autobuz 117, 139, 141, 220 și 323.
De-a lungul timpului cartierul a fost bine deservit de transportul public. Inițial au fost introduse autobuze ce asigurau legătura cu Piața Unirii. Astfel, în 1930, cartierul era deservit de liniile 33 (Șos. Măgurele, actuala Șos. Sălaj - Comuna Militari trecând pe Calea Ferentarilor – Str. Veseliei – Str. Doinei) și 45 (P-ța Ferentari – P-ța 8 Iunie, actuala P-ța Unirii – Calea Floreasca), în 1947 doar de o linie de autobuz cu un traseu ce asigura legătura cu P-ța Chirigiu trecând pe Calea Ferentarilor, pe Str. Veseliei, Str. Doinei, Str. Spătaru Preda și Șos. Viilor. În 1949 a fost introdusă linia de tramvai pe Calea Ferentarilor, până la Piața Ferentari ce a fost deservită de linia 8 care asigura o legătură cu Cartierul Ghencea trecând prin Piața Unirii. În anii șaizeci a fost introdusă și linia 23 ce asigura legătura cu Platforma industrială din Estul orașului trecând de asemenea prin Piața Unirii. La începutul anilor optzeci linia de tramvai 23 a fost prelungită până la Str. Zețari. Oferta era deja diversificată, noi linii de autobuz fiind introduse în vederea asigurării unor condiții mai bune de transport pentru populație. În toate aceste situații legătura cartierului cu centrul orașului a fost asigurată. Totuși, după 1987, odată cu amplificarea lucrărilor de construcție a noului Centru politic și administrativ din București traseele acestor linii au fost modificate radical, acestea ocolind centrul. Chiar dacă, la începutul anilor 90 a fost restabilită o legătură cu Piața Unirii de care a beneficiat publicul călător din cartierul Rahova, tramvaiele din Ferentari nu au mai ajuns niciodată acolo. Din păcate, această situație continuă și în prezent, locuitorii acestui cartier fiind privați de posibilitatea unei legături facile cu centrul orașului fapt ce poate amplifica sentimentul de izolare în cadrul orașului cu efecte privind slăbirea sentimentului de apartenență la oraș.